# She-Hulk
She-Hulk (på svenska även kallad Miss Hulk) är en superhjälte i Marvel, lanserad 1980.
Advokaten Jennifer Walters blev She-Hulk sedan hon fått en blodtransfusion av sin kusin Bruce Banner efter det att hon utsatts för ett mordförsök. Efter transfusionen förvandlas hon till ett grönt monster när hon blir arg, precis som Hulken. Efter några nummer av Savage of She-Hulk fick hon kontroll över sina handlingar som She-Hulk.
Figuren medverkar i sin första TV-serie She-Hulk: Attorney at Law med Tatiana Maslany i huvudrollen som hade premiär 2022 på Disney+ som är även en del av Marvel Cinematic Universe.

## Historia
She-Hulk skapades av Stan Lee som skrev endast ett nummer och var sista figuren som han skapade för Marvel Comics tills han återvände 1992 med serien Ravage 2099. Orsaken till att figuren skapades var framgångarna med TV-serierna Hulken (1977-1982) och The Bionic Woman. Marvel var rädda för att seriens ägare skulle introducera en kvinnlig version av Hulken efter att producenten Kenneth Johnson var färdig med The Six Million Dollar Man.
Marvel bestämde att publicera sin egen figur för att se till om en liknande figur skulle dyka upp i TV-serien skulle Marvel äga rättigheterna.
Alla utom första numret av The Savage She-Hulk skrevs av David Antohny Kraft och ritades av Mike Vosburg, de flesta numren ritades av Frank Springer. Vosburg nämnde senare ”Det märkligaste med den där boken var att Frank kunde rita riktigt vackra kvinnor, jag ritade riktigt vackra kvinnor och ändå var She-Hulk aldrig alltför attraktiv.”  Sedan maj 2015 medverkar She-Hulk som en av huvudpersonerna i A-Force, en kvinnlig spinoff på Avengers som lanserades av G. Willow Wilson, Marguerite Bennett, och Jorge Molina under Marvels crossover Secret Wars.

## Fiktiv biografi
Jennifer Walters är en advokat från Los Angeles, Kalifornien som fick besök av sin kusin Bruce Banner som ville prata med henne. Under besöket blev Jennifer skjuten av gangstern Trask, Bruce utförde blodtransfusion av sitt eget blod för att rädda henne eftersom det inte fanns någon annan donator i närheten. Bruces blod var smittad av gamma som gjorde att Jennifer förvandlades till en kvinnlig hulk som kallas She-Hulk. Jennifers började senare att lära sig att kontroll över sin förvandling.

## Svensk utgivning
I Sverige kallades figuren för Miss Hulk, serien The Savage She-Hulk publicerades på svenska mellan 1982 och 1984 med sammanlagt 11 nummer.

## Mottagande
She-Hulk hamnade på plats 18 för Marvel Comics bästa figurer av Comic Book Resource, och på plats 104 för bästa seriefigurerna genom tiderna av tidningen Wizards.IGN placerade henne på plats 88 för bästa seriehjältarna genom tiderna och sa att ”många hjältar har fått kvinnliga motspelare genom åren, men få av dessa damer har lyckats fly ut från skuggan av sina namn som She-Hulk” och på plats 18 på deras lista av ”The Top 50 Avengers”.UGO Networks utsåg henne som en av de främsta hjältarna inom underhållning och sa att ”Om inget annat har hon visat sig ha en längre hållbarhet än Spider-Woman (som är även inget annat än billigt marknadsföringstrick)”.
She-Hulk hamnade på plats 11 i Comics Buyer’s Guides lista "100 Sexiest Women in Comics".

## Andra medier

### TV

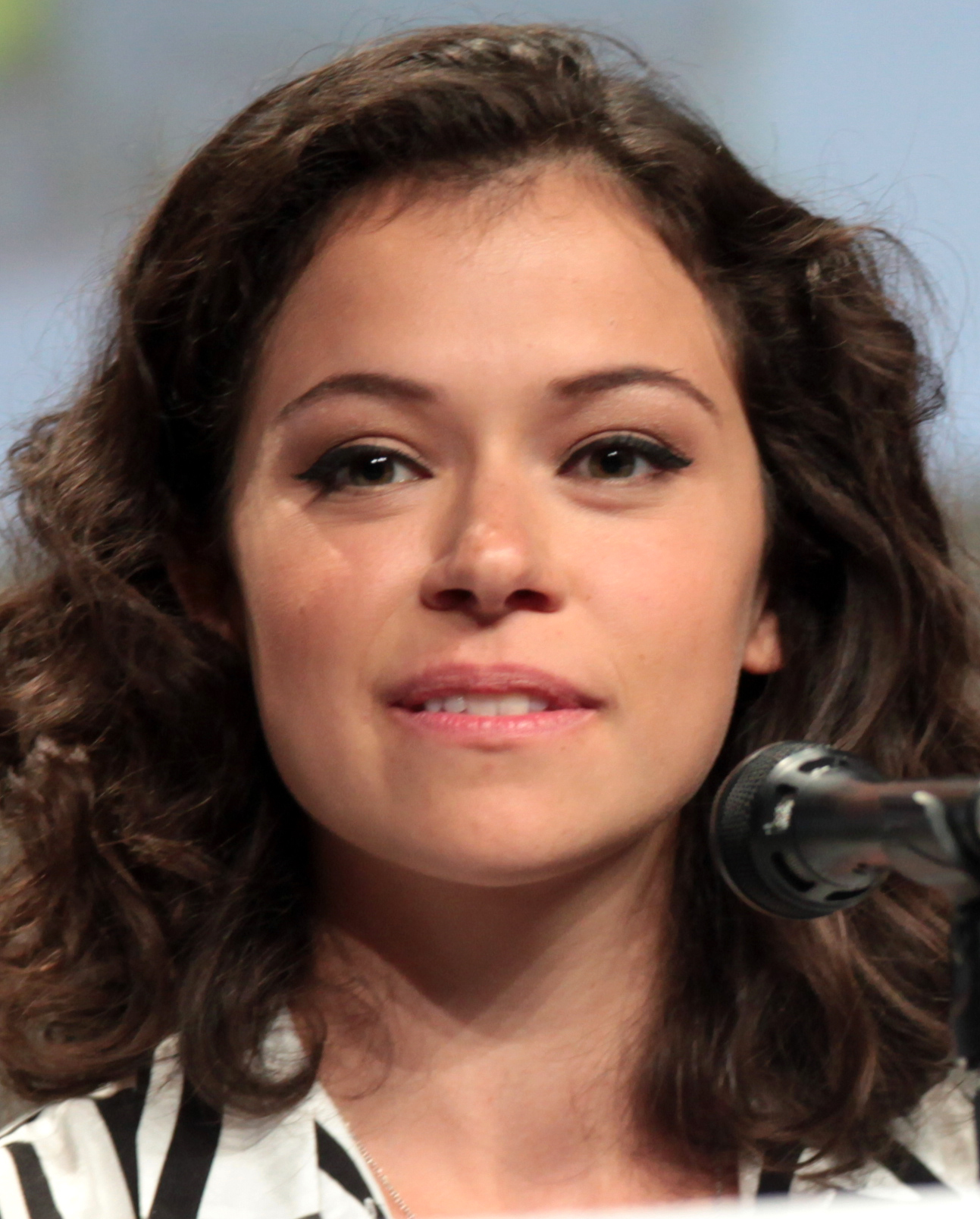
Tatiana Maslany spelar She-Hulk i Marvel Cinematic Universe.

- She-Hulk medverkar i The Incredible Hulk från 1982 med engelsk röst av Victoria Carroll.[18]
- She-Hulk utannonserades för TV-filmen Hulken – Den slutgiltiga uppgörelsen, den tredje uppföljaren till TV-serien Hulken. Även om ingen skådespelerska bekräftades för rollen förväntades det i juli samma år och skulle sändas under hösten.[19]Filmen hade premiär i februari 1990 och inga andra Marvel-figurer medverkade. Ett år senare var en föreslogs en TV-serie om She-Hulk för TV-bolaget ABC ”död”. [20]
- She-Hulk har en cameoroll i  Fantastic Four från 1994 tillsammans med andra medlemmar i Avengers i avsnitten "To Battle the Living Planet" och "Doomsday".[21]
- She-Hulk medverkar i The Incredible Hulk från 1996 med engelsk röst av Lisa Zane i säsong 1[22] och Cree Summer i säsong 2.[23]Även om hon medverkar i två avsnitt av säsong 2 har hon en viktig roll i säsong 2 när serien byter namn till The Incredible Hulk and She-Hulk. Under den andra säsongen visas att She-Hulk njuter sitt aktiva sportliv för att visa sin smidighet och styrka. Även om hon pressar sig själv för mycket förvandlas hon tillbaka till sitt normala jag; en adrenalinkick kan förändra hennes rygg.
- She-Hulk medverkar i Fantastic Four: World's Greatest Heroes i avsnittet "The Cure" med engelsk röst av Rebecca Shoichet. [22][24] Efter att The Thing förvandlats tillbaka till Ben Grimm hade Fantastic Four en audition för att hitta en ersättare. Av de sökande vann She-Hulk (som ursprungligen visade upp sig som Jennifer Walters) här hon förvandlades i sin gamma-form och tog tag i Human Torch efter hennes förvandling. Hon nämnde även att hon är släkt med Hulken som är hans kusin.
- She-Hulk medverkar i The Super Hero Squad Show i avsnittet "So Pretty When They Explode", med engelsk röst av Katee Sackhoff.[25]
- She-Hulk medverkar i Hulk och agenterna K.R.O.S.S.A. med engelsk röst av Eliza Dushku. [22][26][27] och svensk röst av Dominique Pålsson Wiklund.[28] I serien är hon en av huvudpersonerna, Jennifer Walters är stuntpilot i hennes civila identitet och hennes kunskaper som advokat nämns. Som en del av Agenterna K.R.O.S.S.A. styr She-Hulk gruppens flygande farkost, i avsnittet "The Long Green Mile" finns en referens till She-Hulks juridiska arbete. I avsnittet "Wheels of Fury" visar det sig att She-Hulk är expert på rullskridskor när Agenterna K.R.O.S.S.A. och Iron Man tvingas tävla i roller derby mot Mainframes robotar.
- Jennifer Walters medverkar i Marvel Knights: Ultimate Wolverine vs. Hulk med engelsk röst av Nicole Oliver.[29]
- She-Hulk medverkar i Ultimate Spider-Man med Eliza Dushku återvänder för engelsk röst.[22] I avsnittet "Contest of Champions (Part 3)" har Collector kallat dit She-Hulk, A-Bomb och Hawkeye för att hjälpa Thor att slåss mot Grandmasters lag som består av Annihilus, Attuma och Terrax. Collectors lag besegrades när Spider-Man förstörde Grandmasters skepp. I avsnittet "Contest of Champions (Part 4)" är She-Hulk den första superhjälte som befriade Spider-Man som hjälper henne att befria andra superhjältar.
- Tatiana Maslany kommer att spela Jennifer Walters i Disney+ serie She-Hulk: Attorney at Law som utspelas i Marvel Cinematic Universe.[1][30]

### Film
- Efter att två TV-projekt med She-Hulk misslyckats planerades en spelfilm i början av 1990-talet med Larry Cohen för manus och regi.[20] 10 månader senare meddelades att Brigitte Nielsen skulle spela huvudrollen i Cohens film. [31] Hon poserade för foton klädd både som She-Hulk och hennes alter ego Jennifer Walters, filmen blev tyvärr aldrig färdig. [32][33]
- 10 november 2019 sa Kevin Feige, chef på Marvel Studios att det finns planer för She-Hulk att medverka i framtida MCU-filmer efter hennes introduktion i TV-serien She-Hulk: Attorney at Law.

### Datorspel
- She-Hulk medverkar som spelbar figur i Fantastic Four från 1997.[34][35]
- Dubbelgångare av She-Hulk förekommer som fiender i Marvel Super Heroes: War of the Gems .[36]
- She-Hulk medverkar i Marvel Ultimate Alliance 2, med engelsk röst av Alicia Coppola.[37] Hon är en mini-boss för spelare på Anti-Registrations sida. She-Hulk är även upplåsbar spelbar figur exklusivt i Nintendo DS-versionen.[38]
- She-Hulk medverkar som en upplåsbar spelbar figur i Marvel Super Hero Squad: The Infinity Gauntlet med engelsk röst av Cree Summer.[22]
- She-Hulk medverkar i Marvel vs. Capcom 3: Fate of Two Worlds och Ultimate Marvel vs. Capcom 3,  med engelsk röst av Maria Canals-Barrera.[39][40]
- She-Hulk medverkar som en upplåsbar spelbar figur i Marvel Super Hero Squad Online med engelsk röst av Grey DeLisle.
- She-Hulk medverkar som en som en upplåsbar figur i Marvel Avengers Alliance .[41] She-Hulk blir senare en av Serpents värdiga som Skirn.
- She-Hulk medverkar i Marvel Heroes som en icke spelbar figur och som en upplåsbar figur med engelsk röst av Mary Faber.[22]
- She-Hulk medverkar som en upplåsbar spelbar figur i Lego Marvel Super Heroes,  med engelsk röst av Tara Strong.[42][43]
- She-Hulk medverkar i Marvel Pinball. Hon finns med i "Infinity Gauntlet", "Civil War" och "Women of Power: A-Force".[44][45][46][47]
- She-Hulk medverkar som en upplåsbar spelbar figur i Marvel Avengers Alliance Tactics.[48]
- She-Hulk medverkar som en upplåsbar spelbar figur i Marvel Avengers Alliance 2.[49]
- She-Hulk medverkar som en upplåsbar spelbar figur i Lego Marvel's Avengers, voiced by Misty Lee.[22]
- She-Hulk medverkar som en upplåsbar spelbar figur i Marvel Future Fight.[50]
- She-Hulk medverkar som en upplåsbar spelbar figur i Marvel Contest of Champions.[51]
- She-Hulk medverkar som en upplåsbar spelbar figur i Marvel Avengers Academy.[52]
- She-Hulk medverkar som en upplåsbar spelbar figur i Lego Marvel Super Heroes 2.[53]
- She-Hulk medverkar som en upplåsbar spelbar figur i Marvel Puzzle Quest.[54]
- She-Hulk medverkar som en upplåsbar dräkt i Fortnite Battle Royale Chapter 2, Season 4, med titeln "Nexus War".[55]

## Samlingsutgåvor
Berättelserna har samlats in i ett antal pocketböcker storpocketböcker:

### The Savage She-Hulk
| Titel                                          | Samlad material                                   | Publiceringsdatum | ISBN                |
| ---------------------------------------------- | ------------------------------------------------- | ----------------- | ------------------- |
| Essential Savage She-Hulk                      | The Savage She-Hulk #1–25                         | Juli 2006         | ISBN 978-0785123354 |
| Marvel Masterworks: The Savage She-Hulk Vol. 1 | The Savage She-Hulk #1–14                         | Augusti 2017      | ISBN 978-1302903541 |
| Marvel Masterworks: The Savage She-Hulk Vol. 2 | The Savage She-Hulk #15–25, Marvel Two-in-One #88 | Maj 2019          | ISBN 978-1302917180 |
| The Savage She-Hulk Omnibus                    | The Savage She-Hulk #1–25, Marvel Two-in-One #88  | April 2022        | ISBN 978-1302934224 |

### The Sensational She-Hulk
| Titel                                              | Samlad material | Publiceringsdatum | ISBN                |
| -------------------------------------------------- | --- | ----------------- | ------------------- |
| The Sensational She-Hulk                           | The Sensational She-Hulk #1–8 | September 1992    | ISBN 978-0871358929 |
| The Sensational She-Hulk by John Byrne Volume 1    | The Sensational She-Hulk #1–8, Marvel Comics Presents #18 | April 2011        | ISBN 978-0785153061 |
| Howard the Duck: The Complete Collection Vol. 4    | The Sensational She-Hulk #14-17 and Howard the Duck magazine #8–9, Marvel Team-Up #96, Howard the Duck (vol. 1) #32-33, material från Bizarre Adventures #34, Marvel Tales #237, Spider-Man Team-Up #5    | Oktober 2017      | ISBN 978-1302908607 |
| Death's Head: Freelance Peacekeeping Agent         | The Sensational She-Hulk #24 and Dragon's Claws #5, Death's Head #1–7, 9–10, Death's Head: The Body In Question, Fantastic Four #338, Marvel Comics Presents #76, What If? (vol.2) #54, Marvel Heroes #33 | March 2020        | ISBN 978-1302923365 |
| The Sensational She-Hulk by John Byrne: The Return | The Sensational She-Hulk #31–46, 48–50 | December 2016     | ISBN 978-1302901691 |
| Sensational She-Hulk by John Byrne Omnibus         | Marvel Graphic Novel No. 18 - The Sensational She-Hulk, The Sensational She-Hulk #1–8, 31–46, 48–50, material från Marvel Comics Presents #18                                                             | November 2020     | ISBN 978-1302923686 |
| She-Hulk Epic Collection: Breaking The Fourth Wall | The Sensational She-Hulk #1-12, She-Hulk: Ceremony #1-2, material från Solo Avengers #14, Marvel Comics Presents #18, Marvel Fanfare #48                                                                  | Maj 2022          | ISBN 978-1302945916 |

### She-Hulk
| Titel                                                   | Samlad material | Publiceringsdatum | ISBN                |
| ------------------------------------------------------- | --- | ----------------- | ------------------- |
| She-Hulk Volume 1: Single Green Female                  | She-Hulk (vol. 1) #1–6 | November 2004     | ISBN 978-0785114437 |
| She-Hulk Volume 2: Superhuman Law                       | She-Hulk (vol. 1) #7-12 | Maj 2005          | ISBN 978-0785115700 |
| She-Hulk Volume 3: Time Trials                          | She-Hulk (vol. 2) #1-5 | Juli 2006         | ISBN 978-0785117957 |
| She-Hulk Volume 4: Laws of Attraction                   | She-Hulk (vol. 2) #6-13 | Mars 2007         | ISBN 978-0785122180 |
| She-Hulk Volume 5: Planet Without a Hulk                | She-Hulk (vol. 2) #14-21 | November 2007     | ISBN 978-0785123996 |
| She-Hulk Volume 6: Jaded                                | She-Hulk (vol. 2) #22-27 | Maj 2008          | ISBN 978-0785132226 |
| She-Hulk Volume 7: Here Today...                        | She-Hulk (vol. 2) #28–30, She-Hulk: Cosmic Collision                                                                                            | Mars 2009         | ISBN 978-0785129660 |
| She-Hulk Volume 8: Secret Invasion                      | She-Hulk (vol. 2) #31–33, X-Factor (vol. 3) #34–35                                                                                              | April 2009        | ISBN 978-0785131809 |
| She-Hulk Volume 9: Lady Liberators                      | She-Hulk (vol. 2) #34-38 | Juli 2009         | ISBN 978-0785141143 |
| She-Hulk by Dan Slott: The Complete Collection Volume 1 | She-Hulk (vol. 1) #1–12, She-Hulk (vol. 2) #1-5                                                                                                 | Februari 2014     | ISBN 978-0785154402 |
| She-Hulk by Dan Slott: The Complete Collection Volume 2 | She-Hulk (vol. 2) #6–21, Marvel Westerns: Two-Gun Kid                                                                                           | Maj 2014          | ISBN 978-0785154709 |
| She-Hulk by Dan Slott Omnibus                           | She-Hulk (vol. 1) #1–12, She-Hulk (vol. 2) #1–21, Marvel Westerns: Two-Gun Kid                                                                  | Augusti 2020      | ISBN 978-1302947231 |
| She-Hulk by Peter David Omnibus                         | She-Hulk (vol. 2) #22-38, She-Hulk: Cosmic Collision, X-Factor (vol. 3) #33-34, Sensational She-Hulk #12, material från She-Hulk Sensational #1 | Maj 2022          | ISBN 978-1302934835 |
| She-Hulk Vol. 1: Law and Disorder                       | She-Hulk (vol. 3) #1–6 | Oktober 2014      | ISBN 978-0785190196 |
| She-Hulk Vol. 2: Disorderly Conduct                     | She-Hulk (vol. 3) #7-12 | April 2015        | ISBN 978-0785190202 |
| She-Hulk by Soule & Pulido: The Complete Collection     | She-Hulk (vol. 3) #1–12, Wolverines #13, material från Gwenpool Special #1                                                                      | December 2018     | ISBN 978-1302947750 |
| She-Hulk Vol. 1: Deconstructed                          | Hulk (vol. 4) #1–6 | Juli 2017         | ISBN 978-1302905675 |
| She-Hulk Vol. 2: Let Them Eat Cake                      | Hulk (vol. 4) #7-11 | Januari 2018      | ISBN 978-1302905682 |
| She-Hulk Vol. 3: Jen Walters Must Die                   | She-Hulk (vol. 1) #159–163 | Maj 2018          | ISBN 978-1302905699 |
| She-Hulk By Rainbow Rowell Vol. 1                       | She-Hulk (vol. 4) #1–6 | Oktober 2022      | ISBN 978-1302929077 |

### She-Hulks
| Titel                                   | Samnlad material                                                       | Publicewringsdatum | ISBN                |
| --------------------------------------- | ---------------------------------------------------------------------- | ------------------ | ------------------- |
| Fall of the Hulks: The Savage She-Hulks | Fall of the Hulks: The Savage She-Hulks #1–3, Incredible Hulk #600–605 | Augusti 2010       | ISBN 978-0785147961 |
| She-Hulks: Hunt for the Intelligencia   | She-Hulks #1–4, material från She-Hulk Sensational #1                  | Juli 2011          | ISBN 978-0785150008 |

### Övriga serier
| Titel                            | Samlad material | Publiceringsdatum | ISBN                |
| -------------------------------- | --- | ----------------- | ------------------- |
| Acts Of Evil                     | She-Hulk Annual #1 and Punisher Annual (vol. 5) #1, Venom Annual (vol. 2) #1, Ms. Marvel Annual (vol. 2) #1, Deadpool Annual (vol. 5) #1, Ghost Spider Annual #1, Moon Knight Annual (vol. 2) #1, Wolverine Annual (vol. 5) #1 | Januari 2020      | ISBN 978-1302921545 |
| Immortal Hulk Vol. 11: Apocrypha | Immortal She-Hulk #1 and Immortal Hulk: The Best Defense #1, Defenders: The Best Defense #1, Absolute Carnage: Immortal Hulk #1, Immortal Hulk #0, King in Black: Immortal Hulk #1                                             | Januari 2022      | ISBN 978-1302931162 |